# Dancefloor Chart
Dancefloor Chart è stato un programma televisivo di MTV Europe in onda tra gli anni 1990 e gli anni 2010, che offriva ai telespettatori di MTV le 10, e poi successivamente 20, hit più ballate e ascoltate del momento. La sua versione italiana, in onda tra il 1997 e il 2004, era trasmessa il giovedì alle 14:00, alle 20:00 e in replica il sabato notte all'1, condotta nel corso degli anni da diversi VJ come Daniele Bossari (nel 1998), Kris & Kris (dal 1999 al 2001), Valeria Bilello (dal 2002 al 2003), Carolina Di Domenico (2003) e Chiara Ricci (2004). Altri volti di MTV Italia che hanno condotto il programma per alcune puntate sono Marco Maccarini, Fanny Fidenzio e Nicola Fregni.

## Descrizione
Il programma oltre a presentare le hit più ballate, offriva informazioni riguardanti il mondo del clubbing con notizie sugli artisti, dj's ed eventi importanti.
All'inizio del programma, ogni settimana, veniva presentata la new release d'eccezione ovvero un nuovo singolo.
La struttura del programma ha cambiato durante gli anni, all'inizio si trattava di una classifica di sole 10 posizioni e veniva trasmesso un video alla volta con il conduttore che all'inizio presentava il brano. Successivamente da 10 le posizioni diventarono 20 e venivano trasmessi in sequenza (un mix che raggruppava alcune posizioni ad esempio dalla 20 alla 16 e dalla 15 alla 13) nel mezzo il conduttore presentava i brani.
La musica della Dancefloor Chart era prevalentemente House, Trance, Electro, Acid, Underground, Garage e Pop. Solo nei primi anni anche Euro beat.
Ogni estate, con l'inizio di MTV On The Beach, la Dancefloor Chart veniva trasmessa dai Clubs più importanti, molto spesso durante serate in cui gli ospiti erano dj's o artisti dance. La location estiva che ha più caratterizzato il programma è stata Ibiza.
Le interviste agli artisti, le dirette dai locali più prestigiosi e gli eventi non mancavano neanche nell'edizione invernale.
L'edizione italiana del programma non è stata più trasmessa dal settembre del 2004, mentre una sua versione ridotta, senza conduttore e con sole 10 posizioni, è andata in onda fino al dicembre dello stesso anno.
Il programma è rimasto nei palinsesti di MTV Europe fino al luglio 2010. Successivamente ha continuato ad andare in onda in un formato diverso, sempre senza conduttori, fino all'agosto 2012, quando è stato cancellato e rimpiazzato da The Official Dance Chart.